# Amauri (football)
Pour les articles homonymes, voir Amaury.
Amauri Carvalho de Oliveira, appelé plus simplement Amauri, est un footballeur brésilien naturalisé italien né le 3 juin 1980 à Carapicuíba dans l'État de São Paulo. Il évoluait au poste d'attaquant.

## Biographie

### Carrière en club
Le vendredi 30 mai 2008, la Juventus officialise l'arrivée d'Amauri. L’attaquant brésilien a signé le contrat de quatre saisons ; il percevra un salaire de 3,5 millions d'euros par saison (plus les primes). Le club verse 15,3 millions d'euros à Palerme, et échange Antonio Nocerino, inclus dans le transfert.
Le 24 janvier 2012, devenu indésirable à la Juventus, il rejoint officiellement le club toscan de la Fiorentina. 

### Carrière en sélection
Le jeudi 3 janvier 2008, Amauri, surnommé Boneco, envisage officiellement de prendre la nationalité italienne en vue de l'Euro 2008, à la suite des appels de Roberto Donadoni.
Le 5 septembre 2009, alors que la délivrance de son passeport italien vient d'être repoussée, l'attaquant bianconero (Juventus) a un choix à faire : jouer pour l'Italie ou le Brésil. Amauri a fait son choix et a annoncé : « J'ai choisi la Nazionale plutôt que la Seleção parce qu'en football, j'ai grandi ici. » 
Le 12 avril 2010, il obtient enfin officiellement la nationalité italienne et devient donc sélectionnable pour jouer avec l'équipe nationale d'Italie. Il connait ainsi sa première sélection le 10 août 2010, contre la Côte d'Ivoire (défaite 0-1).